# Ласолац (Долина Аосте)
Ласолац је насеље у Италији у округу Долина Аосте, региону Долина Аосте.
Према процени из 2011. у насељу је живело 596 становника. Насеље се налази на надморској висини од 527 м.